# 团结街道 (通辽市)
团结街道，原名清真街道，是中华人民共和国内蒙古自治区通辽市科尔沁区下辖的一个乡镇级行政单位。
2019年11月，内蒙古自治区人民政府批准通辽市科尔沁区清真街道更名为团结街道。

## 行政区划
团结街道下辖以下地区：
百花新城社区、东顺社区、东门社区、建工社区、小街社区、北昌社区、北苑社区、新兴社区、红胜社区和北兴社区。